# Lovász Ádám
Lovász Ádám (Ausztrália, Victoria állam, Clayton, 1991. november 16. –) magyar filozófus,  kutató.

## Életpályája
Lovász Ádám 1991-ben született Ausztráliában. Középiskolai tanulmányait a Szent Margit Gimnáziumban végezte (2011), majd az ELTE Társadalomtudományi Karán Szociológia BA diplomát szerzett (2015). Ezt követően a filozófia irányába fordult a figyelme, és 2017-ben Filozófia MA végzettséget szerzett az ELTE Bölcsészettudományi Karán. 2024-ben szerzett PhD fokozatot summa cum laude minősítéssel az ELTE BTK Filozófia Intézet Etika és Politikai Filozófia programja keretén belül. Disszertációjának címe: "A társadalom emberietlenítése. Spontaneitás és önszerveződés F.A. Hayek és Niklas Luhmann műveiben".

## Munkássága
Heterogén életműve számos műfaji területet és tudományos témát ölel fel. 2016-ban publikálta első filozófiai tárgyú monográfiáját a Void Front Press elnevezésű amerikai kiadónál. Ugyanebben az évben jelent meg három további kötete, nevezetesen a Horváth Márkkal közösen írt The Isle of Lazaretto, amelyhez Thierry Bardini és Timothy Morton filozófusok írtak ajánlót, valamint a szintén Horvátthal közösen írt Felbomlás és dromokrácia. Utóbbi kötet magyar nyelven elsőként foglalkozik a társadalmi gyorsulás összetett jelenségével. Ugyanebben az évben megjelent második monográfiája is, The System of Absentology in Ontological Philosophy címmel a Cambridge Scholars Publishing nevű akadémiai kiadó jóvoltából. A könyvhöz írt méltatásában David Tibet így jellemzi Lovász filozófiáját: "Lovász Ádám... a kimondhatatlant igyekszik megjeleníteni ritka szépséggel és szenvedéllyel bíró szavakkal." 2017 folyamán, szintén magyar nyelven elsőként, Horváth Márkkal közösen publikált egy filozófiatörténeti monográfiát Georges Bataille filozófiai és valláselméleti munkásságáról. Kötetei mellett számos konferencián adott elő és performanszokat is tartott, jellemzően Horváth Márkkal közösen. Tartalmi szempontból filozófiája a kortárs spekulatív realista filozófiákhoz sorolható, ám a posztmodern elméletek, a nihilizmus és a tradicionális filozófiák is jelentős hatást gyakoroltak nézeteire. Horváth Márkkal közösen társalapítója és társszerkesztője a 2015-ben megalapított Absentology nevű ismeretterjesztő Facebook-oldalnak. 2019-ben publikálta Horváth Márkkal és Losoncz Márkkal közösen az A valóság visszatérése című kötetet, amelyben a spekulatív realista és újrealista irányzatok áttekintése olvasható. A kötethez a spekulatív realista mozgalom alapítója, Graham Harman, írt előszót. 2022-ben publikálta Horváth Márk és Nemes Z. Márióval közösen az első magyar nyelvű bölcsészettudományi monográfiát H. P. Lovecraft horroríró munkásságáról. 

## Művei

### Önálló kötetek
- (2021) Updating Bergson. A Philosophy of the Enduring Present (Lexington Books/Rowman & Littlefield)
- (2018) Az érzet deterritorializációja. A kiterjesztett észlelés filozófiája Archiválva 2018. május 5-i dátummal a Wayback Machine-ben (Gondolat Kiadó)

- (2016) Tracing the Inoperative. Outlines of a Non-Oriented-Ontology (Void Front Press)

- (2016) The System of Absentology in Ontological Philosophy (Cambridge Scholars Publishing)

### Társszerzős kötetek
Horváth Márkkal:
- (2017) Látomások a lefejezésről. Georges Bataille filozófiája (Savaria University Press)

- (2016) The Isle of Lazaretto. Studies in Separation (Schism Press)

- (2016) Felbomlás és dromokrácia. Társadalmi gyorsulás a modernitásban és a posztmodernitásban Archiválva 2018. június 15-i dátummal a Wayback Machine-ben (Dialog Campus)

Horváth Márk és Nemes Z. Márióval:
- (2022) H. P. Lovecraft. Poszthumanista olvasatok (Kijárat Kiadó)
- (2019) A poszthumanizmus változatai. Ember, embertelen és ember utáni (PRAE.HU Kft.)

Horváth Márk és Losoncz Márkkal:
- (2019) A valóság visszatérése. Spekulatív realizmusok és újrealizmusok a kortárs filozófiában[halott link] (Forum Könyvkiadó Intézet)

### Tanulmányok (válogatás)
- (2025, Horváth Márkkal) "Against eco-authoritarianism and ecomodernism: Towards a critique of ‘planetary’ governmentality and fantasies of steering", ENVIRONMENTAL VALUES 0(0): 1-23.[9]
- (2025, Pető Zoltánnal) "Political Theology After Humanism: Eco-theopolitics for the Twenty-first Century", POLITICAL THEOLOGY: 1-23.[10]
- (2024, Horváth Márkkal) "From the Anthropocene to the Capitalocene and beyond", ANTHROPOCENE REVIEW 0(0): 1-19.[11]
- (2024) "Bruno Latour, Graham Harman, and Nonmodernism", JOURNAL OF POSTHUMAN STUDIES 8:1: 112–132.[12]
- (2024) "Niklas Luhmann and Jacques Ellul on the autonomy of technology," KYBERNETES 53:10: 3896-3918.[13]
- (2024) "Spontaneous Order and Stigmergy: The Kosmos of Human and Nonhuman Social Orders", COSMOS + TAXIS 12.7-8: 41-52.[14]
- (2024) "Henri Bergson and New Materialism", MATTER: JOURNAL OF NEW MATERIALIST RESEARCH 9: 1-16.[15]
- (2023) "Henri Bergson's Haunted Epistemology: Consciousness Unframed", LITERATURE 3.1: 66-79.[16]
- (2023) "Henri Bergson's Open Society. The Transformation of Humanity in Two Sources of Morality and Religion", COSMOS & HISTORY 19.2: 200-254.[17]
- (2023) "An Ontologically Nihilist Critique of Graham Harman's Ontological Liberalism", OPEN PHILOSOPHY 6.1: 1-15.[18]
- (2020) "Enlivening Society. Life as Elasticity in Henri Bergson's 'Le Rire'", COSMOS & HISTORY 16.2: 198-244.[19]
- (2020) "A kulturális csoportszelekció elmélete mint végzetes önhittség? F. A. Hayek a társadalmi evolúcióról", POLITIKATUDOMÁNY ONLINE 2020.1: 1-21.[20]
- (2020) "Neo-Husserlian Meditations. Extending Intentionality to the Objective Realm in First Phenomenology", HORIZON: STUDIES IN PHENOMENOLOGY 9.1: 143-161., DOI: https://doi.org/10.21638/2226-5260-2020-9-1-143-161
- (2020) "Object-oriented literary studies and Melville's cosmos. Writing as dissemination in Moby-Dick", TEXTUAL PRACTICE 34: 1-18., DOI: https://doi.org/10.1080/0950236X.2020.1789205
- (2019) "Icebound Modernity. The Shipwreck as Metaphor in Dan Simmons' The Terror", AMERICAN, BRITISH AND CANADIAN STUDIES JOURNAL 33.1: 151-170., DOI: https://doi.org/10.2478/abcsj-2019-0020
- (2019) "Az össztársadalmi ragályosság két elmélete. Gabriel Tarde és Richard Dawkins a mémről", SÁROSPATAKI FÜZETEK 23.2: 59-75.
- (2019) "Libertarian Marxism. Reality or Illusion?", OSTIUM 15.2: 1-10.[21]
- (2019) "Kriptoutópiák. A kriptovaluták ideológiai hátteréről", POLITIKATUDOMÁNY ONLINE 5: 1-16.
- (2019) "Distinction, Participation and Empty Embodiment", CHIASMA JOURNAL 5: pp. 43-58.

- (2019) "Walking as Intelligent Enactment. A New Realist Approach", OPEN PHILOSOPHY 2/1: pp. 49-58., DOI: https://doi.org/10.1515/opphil-2019-0006

- (2018) "Heterocosms of Machinic Desire. Philip Reeve's 'Mortal Engines Quartet' as Propulsive Dystopia", COLLOQUY 35/36: pp.  145-164., DOI: https://doi.org/10.26180/5c11d4b3e6a38 [22]

- (2018) "'Would you like to meet a ghost?' Repetition and spectral posthumanism in Kiyoshi Kurosawa's 'Kairo'", HORROR STUDIES 9: (2) pp.  249-263., DOI: 10.1386/host.9.2.249_1 [23]

- (2018) "Thematic Fields, Transgressive Religion. Disembodiment and the Will to Nothingness in 'Safe Haven'", IOWA JOURNAL OF CULTURAL STUDIES 18: (1) pp.  35-54., DOI: 10.17077/2168-569X.1490 [24]

- (2018, Horváth Márkkal) "Energizing Plant Studies. Dirty Hybridity and the Power of Assemblages", AMERICANA E-JOURNAL 12: (2) [25]

- (2018) "Niklas Luhmann and Posthuman Modernity", POSTMODERNISM PROBLEMS 8: (1) pp.  1-17. [26]

- (2017) "Artifice and Dehumanization. Iain Banks' 'The Wasp Factory' and Hatred for Life", NEW ACADEMIA. AN INTERNATIONAL JOURNAL OF ENGLISH LANGUAGE, LITERATURE AND LITERARY THEORY 6: (4) pp. 1–10.[27]

- (2017) "Shattered Ethics. Abandoned Objects as Ethical Affordances." PIVOT: A JOURNAL OF INTERDISCIPLINARY STUDIES AND THOUGHT 6: (1) pp. 5–28.[28]

- (2017) "The Spirituality of Beheading: Numinous Experience in 'Headless'" RUPKATHA JOURNAL ON INTERDISCIPLINARY STUDIES IN HUMANITIES IX:(4) pp. 10–17.[29]

- (2017, Horváth Márkkal) "Kísérteties identitások: Queerség, aszexualitás és non-reprodukció" TÁRSADALMI NEMEK TUDOMÁNYA INTERDISZCIPLINÁRIS EFOLYÓIRAT 7:(2) pp. 1–23.[30]

- (2017, Horváth Márkkal) "Programming the Vicious Circle. Austen, Deleuze, and Viral Repetition. RHIZOMES: CULTURAL STUDIES IN EMERGING KNOWLEDGE (33): 1-18.[31]